# تیم ملی فوتبال نروژ
تیم ملی فوتبال نروژ یک تیم فوتبال بین‌المللی است که به نمایندگی از کشور نروژ به میدان می‌رود. این تیم سابقه سه دوره حضور در جام جهانی را دارد و زیر نظر فدراسیون فوتبال نروژ فعالیت می‌کند.

## رکوردداران
بازیکنانی که نامشان پررنگ نوشته شده‌است هنوز برای نروژ بازی می‌کنند.

### بیشترین بازی

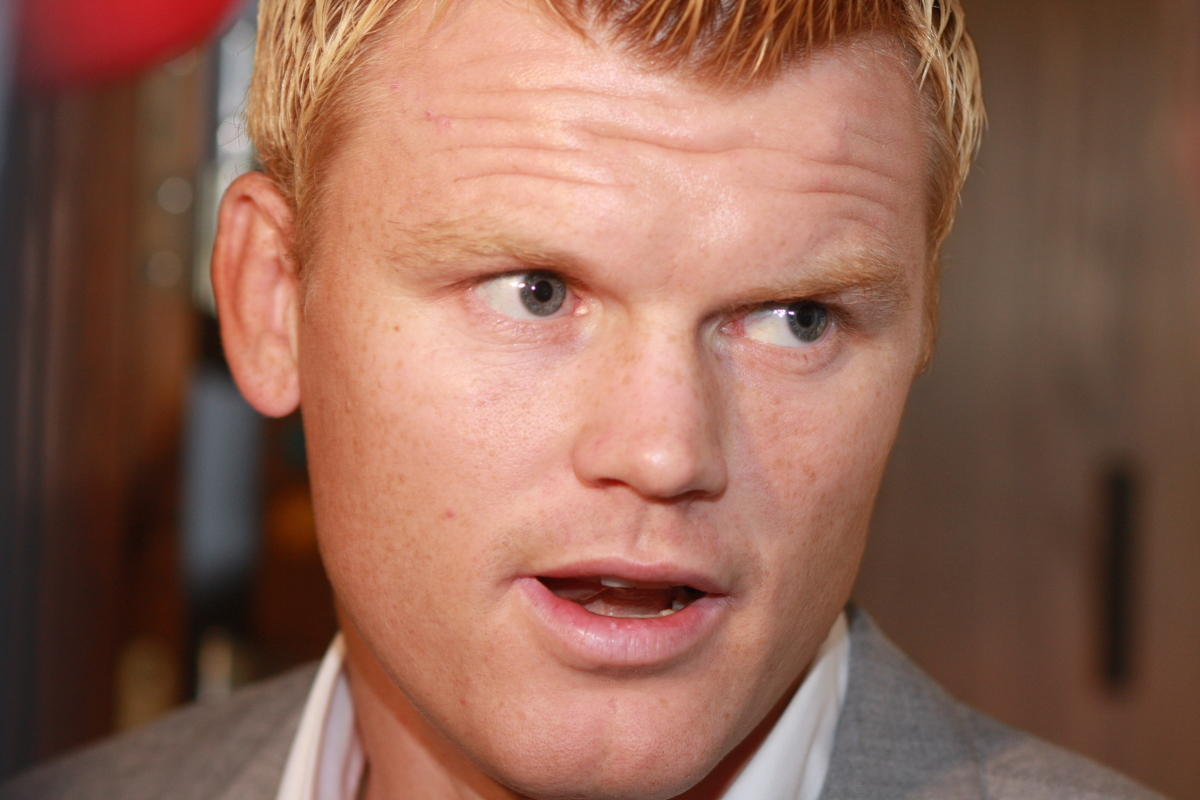
یان آرنه ریسه با ۱۱۰ بازی، بیشترین بازی در تیم ملی نروژ را دارد.

| رتبه | بازیکن             | بازی | گل | دوران بازی |
| ---- | ------------------ | ---- | -- | ---------- |
| ۱    | یان آرنه ریسه      | ۱۱۰  | ۱۶ | ۲۰۰۰–۲۰۱۳  |
| ۲    | توربیورن سونسن     | ۱۰۴  | ۰  | ۱۹۴۷–۱۹۶۲  |
| ۳    | هنینگ برگ          | ۱۰۰  | ۹  | ۱۹۹۲–۲۰۰۴  |
| ۴    | اریک تورستوت       | ۹۷   | ۰  | ۱۹۸۲–۱۹۹۶  |
| ۵    | جان کارو           | ۹۱   | ۲۴ | ۱۹۹۸–۲۰۱۱  |
| ۵    | بریدی هانجیلند     | ۹۱   | ۴  | ۲۰۰۲–۲۰۱۴  |
| ۷    | اویویند لئونهاردسن | ۸۶   | ۱۹ | ۱۹۹۰–۲۰۰۳  |
| ۸    | مورتن گامست پدرسن  | ۸۳   | ۱۷ | ۲۰۰۴–۲۰۱۴  |
| ۸    | شیتل رکدال         | ۸۳   | ۱۷ | ۱۹۸۷–۲۰۰۰  |
| ۱۰   | استفن ایورسون      | ۷۹   | ۲۱ | ۱۹۹۸–۲۰۱۱  |

### بیشترین گل

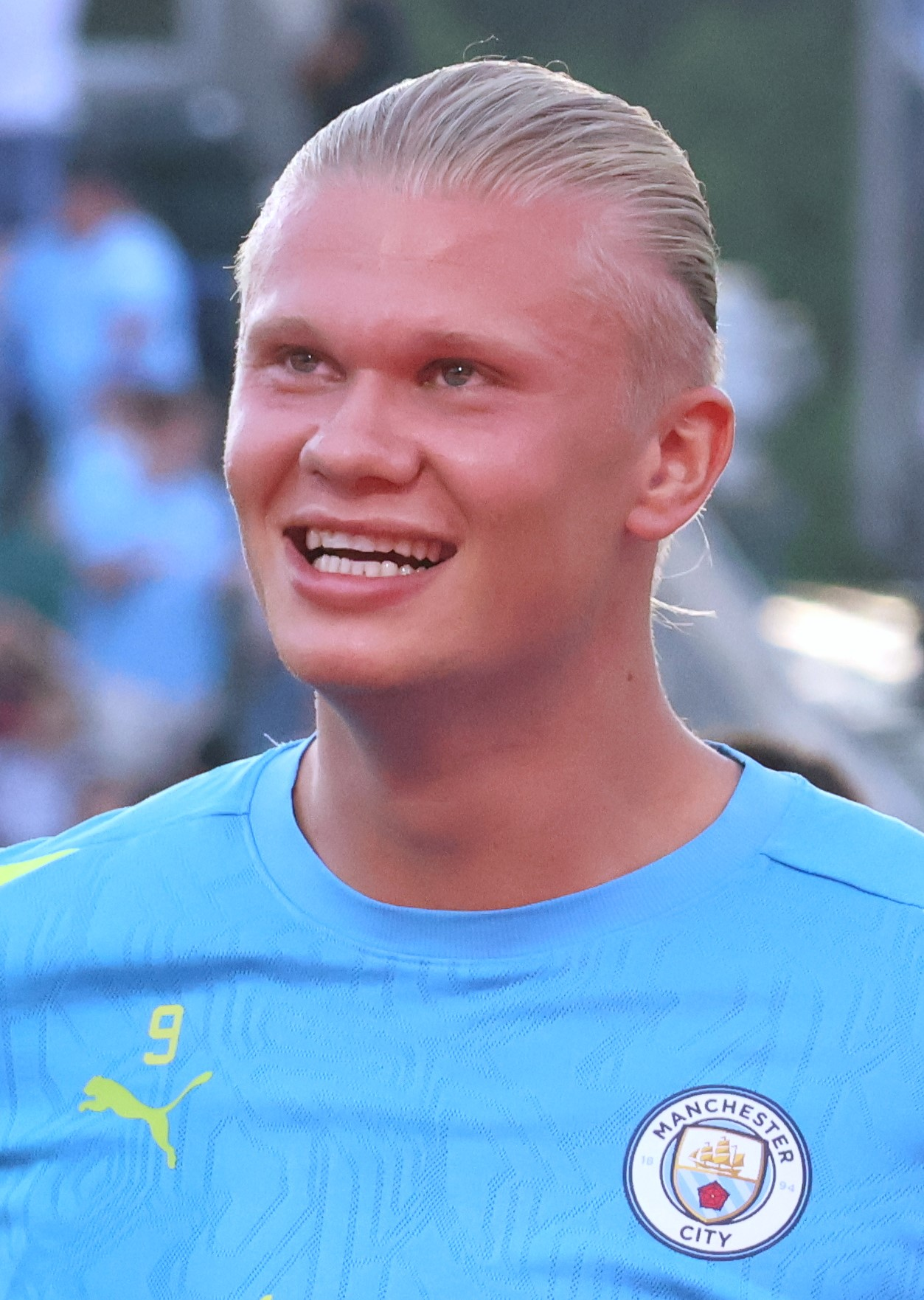
ارلینگ هالند با ۳۴ گل بهترین گلزن تاریخ نروژ است.

| رتبه | بازیکن            | گل | بازی | میانگین | دوران بازی |
| ---- | ----------------- | -- | ---- | ------- | ---------- |
| ۱    | ارلینگ هالند      | ۳۴ | ۳۶   | ۰٫۹۴    | ۲۰۱۹–      |
| ۲    | یورگن یووه        | ۳۳ | ۴۵   | ۰٫۷۳    | ۱۹۲۸–۱۹۳۷  |
| ۳    | اینار گوندرشون    | ۲۶ | ۳۳   | ۰٫۷۹    | ۱۹۱۷–۱۹۲۸  |
| ۴    | هارالد هنوم       | ۲۵ | ۴۳   | ۰٫۵۸    | ۱۹۴۹–۱۹۶۰  |
| ۵    | جان کارو          | ۲۴ | ۹۱   | ۰٫۲۶    | ۱۹۹۸–۲۰۱۱  |
| ۶    | اوله گونر سولشر   | ۲۳ | ۶۷   | ۰٫۳۴    | ۱۹۹۵–۲۰۰۷  |
| ۶    | توره آندره فلو    | ۲۳ | ۷۶   | ۰٫۳۰    | ۱۹۹۵–۲۰۰۴  |
| ۸    | گونار تورسن       | ۲۲ | ۶۴   | ۰٫۳۴    | ۱۹۴۶–۱۹۵۹  |
| ۹    | استفن ایورسون     | ۲۱ | ۷۹   | ۰٫۲۷    | ۱۹۹۸–۲۰۱۱  |
| ۱۰   | جاشوا کینگ        | ۲۰ | ۶۲   | ۰٫۳۲    | ۲۰۱۲–۲۰۲۲  |
| ۱۰   | یان اوگه فیورتوفت | ۲۰ | ۷۱   | ۰٫۲۸    | ۱۹۸۶–۱۹۹۶  |